# Campeonato Mundial de Rali Júnior
Campeonato Mundial de Rali Júnior (em inglês Junior World Rally Championship, abreviado como JWRC, designado em 2012 de WRC-Academy) é uma série do Campeonato Mundial de Rali (WRC), assim como o WRC 2 ou WRC 3, com a diferença de ter no seu calendário menos provas que os restantes campeonatos. O JWRC foi inicialmente concebido como uma série para desenvolver pilotos, com idades abaixo dos 28 anos. O Junior WRC difere de outros campeonatos de suporte do WRC porque todos os carros são idênticos, fornecidos e mantidos pela mesma entidade sob contrato com a FIA. O carro atualmente usado é um Ford Fiesta Rally4.

## História
O campeonato foi realizado pela primeira vez em 2001 como o Campeonato de Pilotos FIA Super 1600 e incluiu seis eventos na Europa. Sébastien Loeb tornou-se o primeiro campeão da série, ao dirigir um Citroën Saxo da classe Super 1600. A série se tornou o Campeonato Mundial Júnior de Rally no ano seguinte.
Em 2007, o campeonato não incluiu eventos fora da Europa e ficou conhecido como FIA Junior Rally Championship (JRC) por apenas uma temporada.
Em 2011, a FIA substituiu o Junior WRC pelo WRC Academy. Este foi o primeiro ano em que o campeonato foi administrado sob contrato. A M-Sport forneceu carros Ford Fiesta R2 idênticos para os concorrentes usarem. Em 2013, a série foi renomeada para FIA Junior World Rally Championship mais uma vez.
Em 2014, a Citroën ganhou o contrato para dirigir a JWRC, fornecendo carros Citroën DS3 R3T. A M-Sport adaptou as unidades antigas do Ford Fiesta R2 para o Drive DMACK Fiesta Trophy. Em 2017, a M-Sport recuperou os direitos de corrida continuando a usar o Ford Fiesta R2. Após a introdução da Pirâmide de Rally em 2019, a última evolução do Ford Fiesta Rally4 foi apresentada para a segunda rodada da temporada de 2020.
Na temporada de 2018, o número de ralis foi reduzido para 5, enquanto o último rali dá o dobro de pontos.
Em março de 2021, a FIA anunciou que não haverá campeonatos de tração nas duas rodas no WRC a partir de 2022. Mais tarde, foi anunciado que os carros Rally3 seriam usados para o WRC Junior a partir de então, no entanto a partir de 2023 o FIA Junior WRC seria restaurado.

## Campeões
| Ano                                 | Piloto               | Carro                  |
| FIA Junior WRC                      | FIA Junior WRC       | FIA Junior WRC         |
| ----------------------------------- | -------------------- | ---------------------- |
| 2024                                | Romet Jürgenson      | Ford Fiesta Rally3     |
| 2023                                | William Creighton    | Ford Fiesta Rally3     |
| FIA WRC3 Junior                     |                      |                        |
| 2022                                | Robert Virves        | Ford Fiesta Rally3     |
| FIA Junior WRC                      |                      |                        |
| 2021                                | Sami Pajari          | Ford Fiesta Rally4     |
| 2020                                | Tom Kristensson      | Ford Fiesta Rally4     |
| 2019                                | Jan Solans           | Ford Fiesta R2         |
| 2018                                | Emil Bergkvist       | Ford Fiesta R2         |
| 2017                                | Nil Solans           | Ford Fiesta R2         |
| 2016                                | Simone Tempestini    | Citroën DS3 R3T        |
| 2015                                | Quentin Gilbert      | Citroën DS3 R3T        |
| 2014                                | Stéphane Lefebvre    | Citroën DS3 R3T        |
| 2013                                | Pontus Tidemand      | Ford Fiesta R2         |
| WRC Academy Cup                     |                      |                        |
| 2012                                | Elfyn Evans          | Ford Fiesta R2         |
| 2011                                | Craig Breen          | Ford Fiesta R2         |
| FIA Junior World Rally Championship |                      |                        |
| 2010                                | Aaron Burkart        | Suzuki Swift S1600     |
| 2009                                | Martin Prokop        | Citroën C2 S1600       |
| 2008                                | Sébastien Ogier      | Citroën C2 S1600       |
| FIA Junior World Rally Championship |                      |                        |
| 2007                                | Per-Gunnar Andersson | Suzuki Swift S1600     |
| FIA Junior World Rally Championship |                      |                        |
| 2006                                | Patrick Sandell      | Renault Clio S1600     |
| 2005                                | Dani Sordo           | Citroën C2 S1600       |
| 2004                                | Per-Gunnar Andersson | Suzuki Ignis S1600     |
| 2003                                | Brice Tirabassi      | Renault Clio S1600     |
| 2002                                | Daniel Solà          | Citroën Saxo VTS S1600 |
| FIA Super 1600                      |                      |                        |
| 2001                                | Sebastien Loeb       | Citroën Saxo VTS S1600 |

Os campeonatos de 2011 e 2012 tiveram a designação de FIA WRC Academy.
O campeonato de 2007 teve a designação de Campeonato Júnior de Rali da FIA.
O campeonato de 2001 teve a designação de Taça FIA Super 1600 para pilotos.

## Galeria de imagens

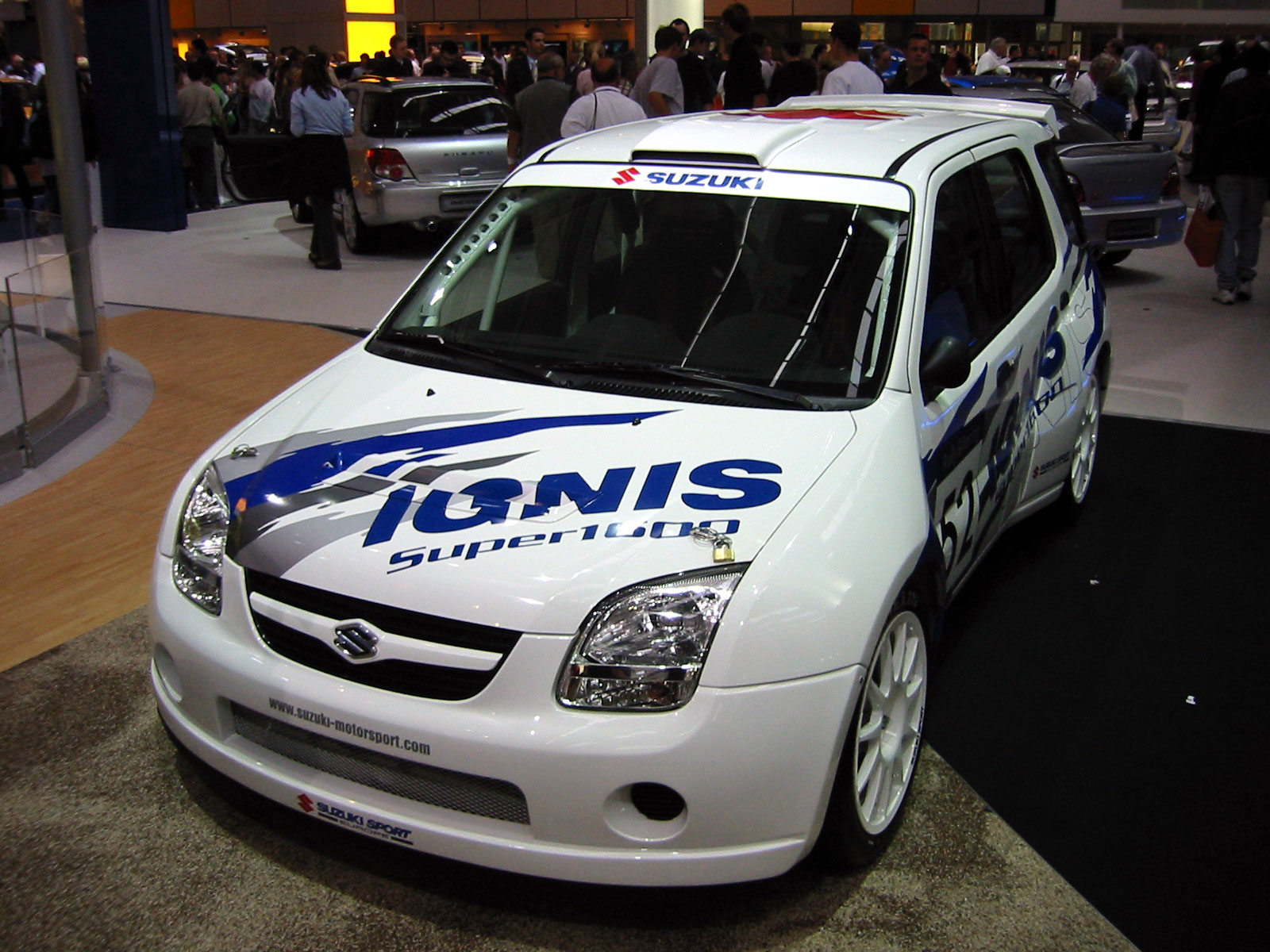
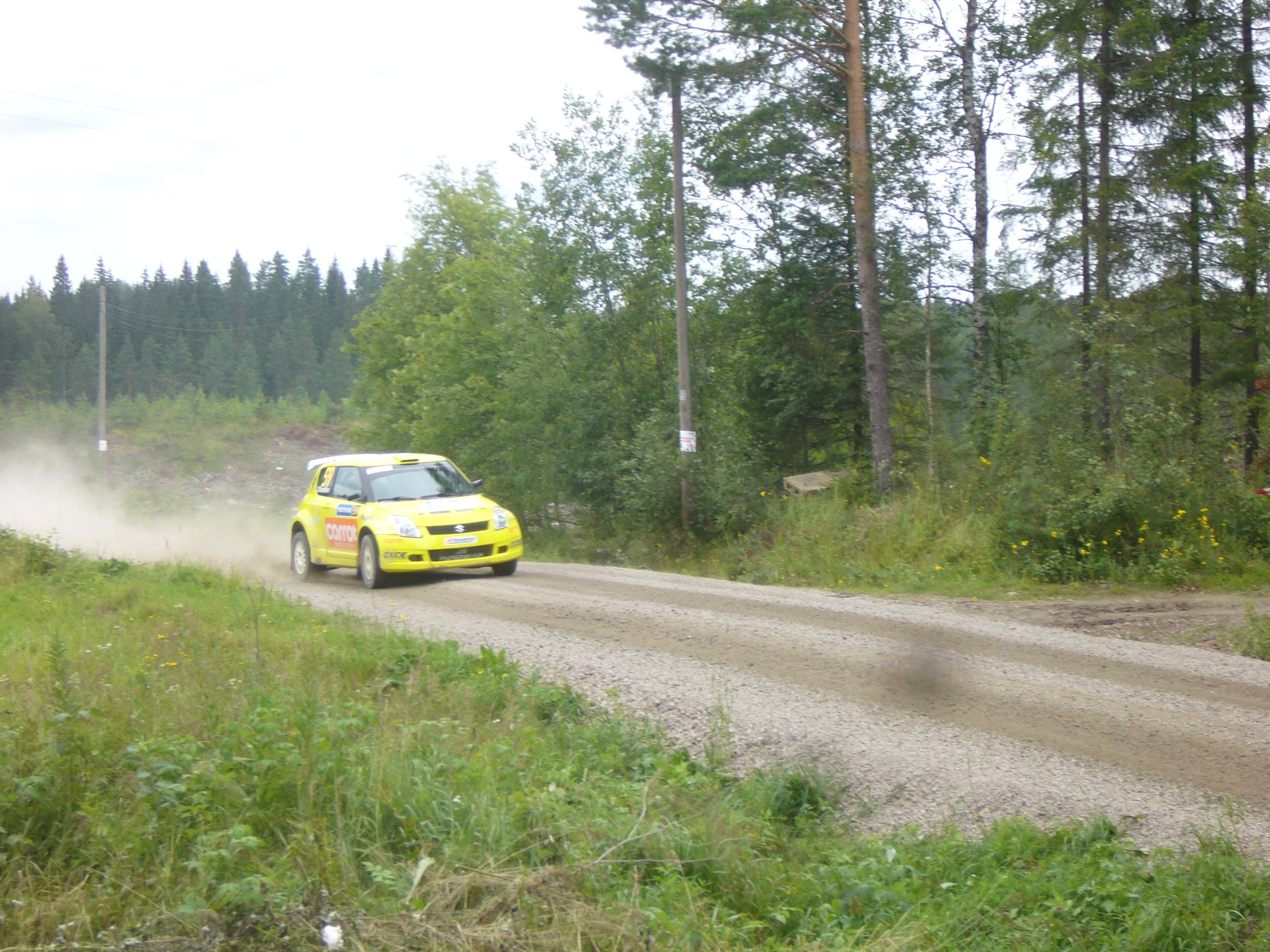
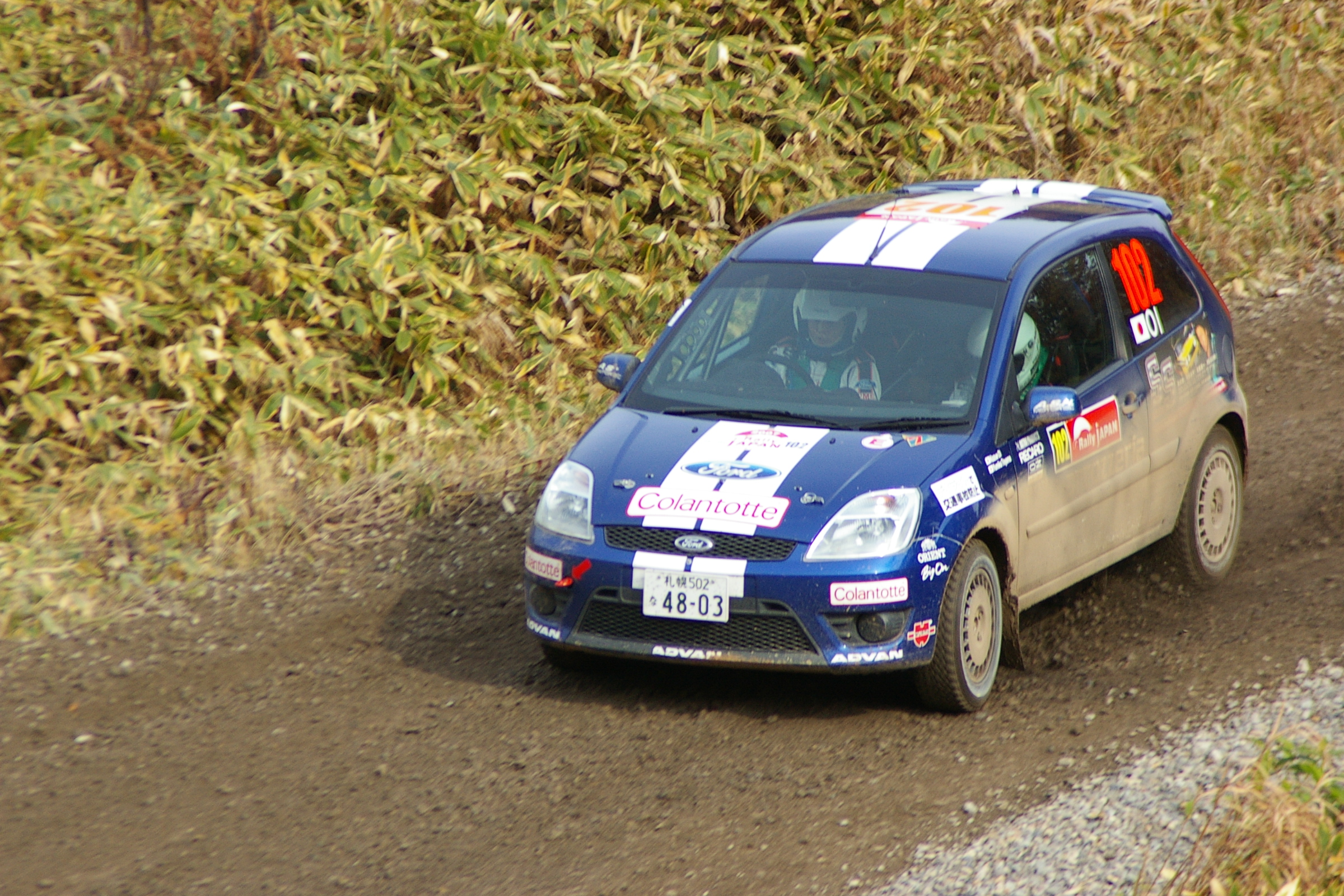